# Offener Brief an al-Baghdadi
Der Offene Brief an al-Baghdadi (englisch Open Letter to Al-Baghdadi; arabisch رسالة مفتوحة إلى أبو بكر البغدادي) ist ein von der Council on American-Islamic Relations veröffentlichtes, der Öffentlichkeit frei zugängliches Schriftstück von über 120 islamischen Gelehrten weltweit an Abu Bakr al-Baghdadi, an die Kämpfer und Anhänger der terroristisch agierenden sunnitisch-islamistischen Miliz Islamischer Staat (IS) aus dem Jahr 2014. Der Brief missbilligt in Form eines islamischen Rechtsgutachtens (fatwā) die Verbrechen al-Baghdadis und dessen Terroristen und stellt gleichzeitig die fundamentale Legitimation von al-Baghdadi als „selbsternannter Kalif“ und seines begründeten Kalifats deutlich infrage, da für die Behauptung ein Konsens mit „allen Muslimen“ vorhanden sein muss, was im Fall des IS nicht geschehen ist. Zudem seien die Handlungsweisen des sogenannten „Islamischen Staates“ nicht vereinbar mit den Grundsätzen des Islams. Auch die willkürlichen Auslegungen des Korans und der Hadithe durch den IS finden darin deutliche Kritik. Das Schreiben, ursprünglich arabisch verfasst, umfasst 18 Seiten und wurde in verschiedene Sprachen übersetzt.

## Zusammenfassender Auszug des Briefes
Der nachfolgende und zusammengefasste Auszug stammt in deutscher Übersetzung aus diesem Schreiben:

„Es ist im Islam verboten, ohne die dafür jeweils notwendige Bildung und Kenntnis zu haben, fatwā (Rechtsurteile) zu sprechen. Sogar diese Fatwās müssen der islamischen Rechtstheorie, wie sie in den klassischen Texten dargelegt wurde, folgen. Es ist ebenfalls verboten, einen Teil aus dem Koran oder eines Verses zu zitieren, ohne auf den gesamten Rest zu achten, was der Koran und die Hadithe über diese Angelegenheit lehren. Mit anderen Worten gibt es strikt subjektive und objektive Vorbedingungen für Fatwās. Bei der Sprechung einer Fatwā, unter Verwendung des Korans, können nicht ‚die Rosinen unter den Versen herausgepickt‘ werden, ohne Berücksichtigung des gesamten Korans und der Hadithe.“

„Es ist im Islam vollkommen verboten, Recht zu sprechen, wenn die Arabische Sprache nicht gemeistert wurde.“

„Es ist im Islam verboten, Scharia-Angelegenheiten zu stark zu vereinfachen und festgelegte islamische Wissenschaften zu missachten.“

„Es ist im Islam [den Gelehrten] gestattet, Meinungsverschiedenheiten über bestimmte Angelegenheiten zu haben, außer in all jenen, welche als die Fundamente der Religion gelten, die allen Muslimen bekannt sein müssen.“

„Es ist im Islam verboten, bei der Rechtsprechung die Wirklichkeit der Gegenwart zu missachten.“

„Es ist im Islam verboten, Unschuldige zu töten.“

„Es ist im Islam verboten, Sendboten, Botschafter und Diplomaten zu töten; somit ist es auch verboten, alle Journalisten und Entwicklungshelfer zu töten.“

„Jihad ist im Islam ein Verteidigungskrieg. Er ist ohne die rechten Gründe, die rechten Ziele und ohne das rechte Benehmen verboten.“

„Es ist im Islam verboten, die Menschen als Nichtmuslime zu bezeichnen, außer sie haben offenkundig den Unglauben kundgetan.“

„Es ist im Islam verboten, Christen und allen ‚Schriftbesitzern‘ – in jeder erdenklichen Art – zu schaden oder sie zu missbrauchen.“

„Es ist eine Pflicht, die Jesiden als Schriftbesitzer zu erachten.“

„Die Wiedereinführung der Sklaverei ist im Islam verboten. Sie wurde durch universellen Konsens aufgehoben.“

„Es ist im Islam verboten, die Menschen zur Konversion zu zwingen.“

„Es ist im Islam verboten, Frauen ihre Rechte zu verwehren.“

„Es ist im Islam verboten, Kindern ihre Rechte zu verwehren.“

„Es ist im Islam verboten, rechtliche Bestrafungen sowie Körperstrafen (ḥudūd) ohne dem Folgen des korrekten Prozedere, welches Gerechtigkeit und Barmherzigkeit versichert, auszuführen.“

„Es ist im Islam verboten, Menschen zu foltern.“

„Es ist im Islam verboten, Tote zu entstellen.“

„Es ist im Islam verboten, Gott – erhaben und makellos ist Er – böse Taten zuzuschreiben.“

„Es ist im Islam verboten, die Gräber und Gedenkstätten der Propheten und Gefährten zu zerstören.“

„Bewaffneter Aufstand ist im Islam in jeglicher Hinsicht verboten, außer bei offenkundigem Unglauben des Herrschers und bei Verbot des Gebets.“

„Es ist im Islam verboten, ohne den Konsens aller Muslime ein Kalifat zu behaupten.“

„Loyalität zur eigenen Nation ist im Islam gestattet.“

„Nach dem Tod des Propheten – Frieden und Segen seien auf ihm – verpflichtet der Islam niemanden irgendwohin auszuwandern.“

## Unterzeichner (Auswahl)
- Salah El-Din El-Gafrawi, Funktionär internationaler islamischer Organisationen, Deutschland.
- ʿAbdallāh ibn Baiya, Malikiten, Rechtsgelehrter und Vorsitzender des Forum für Förderung des Friedens in muslimischen Gesellschaften (Forum for Promoting Peace in Muslim Societies) in Abu Dhabi.
- Scheich Schawki Ibrahim Allam, 19. Großmufti von Ägypten.
- Scheich Ali Gomaa, 18. Großmufti von Ägypten.
- Scheich Hamza Yusuf, Gründer und Leiter des Zaytuna College, Vereinigte Staaten.
- Muhammad Tahir-ul-Qadri, Gründer der Organisation Minhaj ul-Quran, Pakistan.
- Abu Ammaar Yasir Qadhi, Professor für Islamwissenschaft, Rhodes College, Vereinigte Staaten.
- Faraz Rabbani, islamischer Gelehrter und Gründer von Seekers Guidance, Kanada.
- Sultan Muhammad Sa'ad Abubakar, Sultan von Sokoto, Führer des National Supreme Council for Islamic Affairs.
- Prinz Bola Ajibola, islamische Mission für Afrika und Gründer der Crescent University, Nigeria.
- Ibrahim Saleh Al-Husseini, Führer des Supreme Council for Fatwa and Islamic Affairs, Nigeria.
- Din Syamsuddin, Vorsitzender von Muhammadiyah und des Indonesian Council of Ulama.
- Nihad Awad, Mitbegründer von Council on American-Islamic Relations

## Rezeption
Die Defizite des Offenen Briefes sind systematischer, juristischer und moralischer Art. Ein Defizit des Offenen Briefes ist, dass er keine systematische Unterscheidung zwischen legitimer und illegitimer Gewaltanwendung trifft; die Begriffe „Gewalt“ und „Terrorismus“ werden nicht thematisiert und kommen in dem Text auch nicht vor. Die Ausführungen darüber, dass Muslime „gegen all jene, die gegen sie kämpfen,“ kämpfen dürfen und dass Dschihad „ohne die rechten Gründe, die rechten Ziele und ohne das rechte Benehmen verboten“ sei, ist nicht ausreichend für eine solche Unterscheidung. Die Absicht des Briefes ist es vielmehr, zu klären, wer das Recht hat, im Namen des Islams zu sprechen; ISIS wird dieses Recht abgesprochen. Der Brief zielt auf den Nachweis ab, dass der Islam „vollkommen unschuldig“ an den Taten des IS sei und diese sogar verbiete, denn sie seien eine „Beleidigung des Islams“. Obwohl der Brief die Taten von ISIS als „abscheulich“ und als „Kriegsverbrechen“ einstuft, schweigt er sich darüber aus, welche Institution die Verbrecher verfolgen solle und wie sie zu bestrafen seien. Stattdessen endet der Brief mit einem bloßen Aufruf zur Umkehr an ISIS-Anhänger und Sympathisanten: „Überdenkt all eure Handlungen, kehrt euch ab von ihnen und bereut sie und vermeidet anderen zu schaden und kehrt zurück zu der Religion der Barmherzigkeit.“